# بلنبله
بلنبله یک منطقهٔ مسکونی در سومالی است که در Galmudug واقع شده‌است. بلنبله ۱٬۸۹۰٬۵۹۷ نفر جمعیت دارد.